# Lisianthius perkinsiae
Lisianthius perkinsiae är en gentianaväxtart som beskrevs av Struwe och Weaver. Lisianthius perkinsiae ingår i släktet Lisianthius och familjen gentianaväxter. Inga underarter finns listade i Catalogue of Life.